# Пери (мифология)
Пе́ри, пари́, пайри́ка (перс. پری‎ Parī) — фантастические существа в виде прекрасных девушек в персидской мифологии, позднее сохранившиеся в преданиях у тюркоязычных народов Малой и Средней Азии, Северного Кавказа, Закавказья, Поволжья и Южного Урала. В некоторых мифах пери имеют связь с водной стихией, существует даже их особая разновидность — имеющие характер «хозяек воды» водяные пери (у узбеков — су пари (узб. su pari), азербайджанцев — су пяриси (азерб. su pərisi), туркмен — сув-периси (туркм. suw perisi) и т. д.).

Предположительно само слово происходит от авест. 𐬞𐬀𐬭𐬌𐬐𐬌 парика — «ведьма»:
Который был победоносным
Над всеми дэвами и людьми,
Всеми волхвами и паирика.
Который ездил верхом на Анхра-Манью…Авеста, Яшт 19:29
В наиболее ранних сказаниях (Авеста и другие) пери выступали как носители тёмных сил. Позднее пери воспринимались в качестве служительниц как добра, так и зла:
С иранской мифологией и «Авестой» связано происхождение и другого демонического образа — пери. Представления о духах пери у юртовцев в настоящее время весьма скудны и находятся на стадии исчезновения. Известно, что пери — это злые духи, имеющие много общего с шайтанами. Пери могут являться в виде животных или прекрасных девушек. Они могут так заколдовать человека, что он становится «бешеным», психически нездоровым, теряет память. Пери «кружат голову» человеку, парализуют его.
В более поздних представлениях пери — прекрасные сверхъестественные существа, появляющиеся в образе женщины. Пери оказывают помощь своим земным избранникам. Посланцами и исполнителями их воли являются подчиняющиеся пери волшебные звери и птицы. Появление самих пери сопровождается необыкновенным ароматом и благоуханием. Пери — весьма могущественные существа, способные вступить в схватку и победить злых демонов и джиннов. Падающие с небес звёзды являются признаком такой битвы. Пери — непременные участницы действа в мифах и сказках народов Ирана и Средней Азии: персов, афганцев, таджиков, узбеков, белуджей и др., где играют роль фей западноевропейской культурной традиции:
Был источник, известный под названием «длинного источника»; у того источника располагались пери. Вдруг среди баранов произошло смятение; пастух рассердился на передового барана, выступил вперед, увидел, что девы-пери сплелись крыльями и летают; пастух бросил на них свой плащ, поймал одну из дев-пери; почувствовав вожделение, он тотчас совокупился с ней. Среди баранов началось смятение; пастух заставил скакать (коня) впереди баранов; дева-пери, ударив крыльями, улетела. «Китаб-и дедем коркут»
Пери могут вступать в брак с полюбившимися им людьми и рожать от них детей.

## Образ в культуре
В европейской культуре первые упоминания о пери связаны с крупнейшим произведением ирландского писателя Томаса Мура «Лалла-Рук», вышедшим в 1817 году: одна из четырёх составляющих его поэм называется «Рай и пери». По мотивам этой поэмы композитор Роберт Шуман в 1843 году написал ораторию «Рай и пери». А французский композитор Поль Дюка в 1911 году создал балет «Пери́», представленный в исполнении Натальи Трухановой в 1912 году.